# Phase IV
Phase IV is een Amerikaanse sciencefictionfilm uit 1974. Het is de enige grote film van Saul Bass. De hoofdrollen werden vertolkt door Nigel Davenport, Michael Murphy, Lynne Frederick en Helen Horton.
De film vertoont overeenkomsten met Poul Andersons korte verhaal Brain Wave en met de film The Hellstrom Chronicle.

## Verhaal
Door toedoen van een onbekend kosmisch fenomeen ondergaan mieren een versnelde evolutie en ontwikkelen zich tot intelligent leven met een gemeenschappelijk bewustzijn. Een team van wetenschappers onderzoekt de vreemde torens en geometrische ontwerpen, die de slimme mieren hebben gebouwd in de woestijn. De mierenkolonie en de wetenschappers raken al snel in oorlog, en ook een lokale familie raakt hierbij betrokken.

## Rolverdeling
| Acteur           | Personage           |
| ---------------- | ------------------- |
| Michael Murphy   | James R. Lesko      |
| Nigel Davenport  | Dr. Ernest D. Hubbs |
| Lynne Frederick  | Kendra Eldridge     |
| Alan Gifford     | Mr. Eldridge        |
| Robert Henderson | Clete               |
| Helen Horton     | Mildred Eldridge    |

## Achtergrond
De film gebruikt vooral de wetenschappers als protagonisten, maar richt zich ook op een „mierenheld” die alles doet voor zijn kolonie.
Een roman van de film werd geschreven door de gerespecteerde sciencefictionschrijver Barry N. Malzberg.
In januari 1989 werd de film gebruikt voor een van de eerste afleveringen van Mystery Science Theater 3000.